# Kalininskyj
Kalininskyj (ukrainisch Калінінський – ukrainisch offiziell seit dem 12. Mai 2016 Kundrjutsche/Кундрюче; russisch Калининский/Kalininski) ist eine Siedlung städtischen Typs im Süden der ukrainischen Oblast Luhansk mit etwa 1700 Einwohnern.
Der Ort gehört administrativ zur Stadtgemeinde der 8 Kilometer nordöstlich liegenden Stadt Swerdlowsk und bildet eine eigene Siedlungsratsgemeinde zu der auch das Dorf Kondrjutsche (Кондрюче) sowie die Ansiedlung Chmelnyzkyj (Хмельницький) zählen, die Oblasthauptstadt Luhansk befindet sich 63 Kilometer nördlich des Ortes, östlich des Ortes entspringt der Fluss Kundrjutscha (Кундрюча).
Kalininskyj wurde 1932 unter dem Namen Kundrjutsche (ukrainisch Кундрюче) gegründet und wurde später in Imeni Kalinina (імені Калініна), 1959 wurde der Ort zu einer Siedlung städtischen Typ erhoben und erhielt seinen heutigen Namen, seit Sommer 2014 ist der Ort im Verlauf des Ukrainekrieges durch Separatisten der Volksrepublik Lugansk besetzt.